# Жанбаев, Сагалбай
Сагалбай Жанбаев (каз. Сағалбай Жанбаев; январь 1904, а. Каратал, Петропавловский уезд, Акмолинская область, Российская империя — 18 мая 1972, Алма-Ата, Казахская ССР, СССР) — советский партийный и государственный деятель. Первый секретарь Кустанайского обкома КП(б) Казахстана (1948—1954).

## Биография

### Образование
В 1928 окончил Петропавловский педагогический техникум. Происходил из племени Кыпшак
В 1948 окончил Высшую партийную школу при ЦК ВКП(б).

### Трудовая деятельность
- 1928—1929 гг. — ответственный секретарь Тонкерейского районного комитета ВЛКСМ (Тонкерейский район — ныне район Шал Акына Северо-Казахстанской области),
- 1929—1930 гг. — ответственный секретарь областного комитета ВЛКСМ Кара-Калпакской автономной области,
- 1930—1931 гг. — заведующий организационным отделом Энбекшиказахского районного комитета ВКП(б),
- 1931—1932 гг. — заведующий организационным отделом Павлодарского районного комитета ВКП(б),
- 1932—1933 гг. — заведующий организационным отделом Энбекшильдерского районного комитета ВКП(б) Акмолинской области,
- 1933—1935 гг. — заместитель начальника политического отдела Михайловской машинно-тракторной станции (ныне село Михайловка Аршалынского района) Акмолинской области,
- 1935—1937 гг. — заместитель секретаря Тонкерейского районного комитета ВКП(б), второй секретарь Тонкерейского районного комитета ВКП(б),
- 1937—1938 гг. — первый секретарь Айртауского районного комитета КП(б) Казахстана Северо-Казахстанской области,
- 1938—1939 гг. — секретарь партийной коллегии Комиссии партийного контроля при ЦК ВКП(б) Северо-Казахстанского областного комитета КП(б) Казахстана,
- 1939 г. — заместитель заведующего отделом кадров Северо-Казахстанского областного комитета КП(б) Казахстана,
- 1939—1944 гг. — секретарь Акмолинского областного комитета КП(б) Казахстана по кадрам,
- 1944 г. — второй секретарь,
- 1944—1945 гг. — первый секретарь Акмолинского областного комитета КП(б) Казахстана,
- 1948—1954 гг. — первый секретарь Кустанайского областного комитета КП(б) Казахстана,
- февраль-июнь 1954 г. — первый секретарь Кзыл-Ординского областного комитета КП Казахстана,
- 1954—1957 гг. — председатель исполнительного комитета Семипалатинского городского Совета,
- 1957—1958 гг. — заместитель председателя исполнительного комитета Семипалатинского областного Совета,
- 1958—1963 гг. — член Партийной комиссии КП Казахстана

С 1963 г. на пенсии; в Государственном комитете СМ Казахской ССР по трудовым резервам.
Депутат Верховного Совета СССР 3-го созыва.
Скончался 18 мая 1972 года, похоронен на Центральном кладбище Алматы.

## Награды и звания
Награждён орденами Ленина, Трудового Красного Знамени, «Знак Почёта».